# こころおと
こころおとは、2000年に結成されたろう者・聴者混合の手話バンド。

## 概要
聴覚障害者の両親を持つコーダである武井誠は、1999年頃から手話と音楽を結び付けようと、手話ライブを行っていた。この時の参加メンバーを中心に2000年にこころおとを結成。以降、継続してライブを開催し、新聞やテレビでも度々紹介されている。複数のボーカルが入れ替わる形態で、さらに声で歌うボーカルとは別にデフボーカルと呼ばれるメンバーが手話で歌うという特徴がある。また藤田恵美や今井絵理子等と共に音楽活動を行なっている。

## メンバー
現在は主に11名で活動中の模様。 
- FATMAN（武井誠）（ファットマン） - 東京都出身。リーダー・MC＆ボーカル担当。帝京大学卒業。
- TAKKAN - 神奈川県出身。ボーカル担当。帝京大学卒業。
- わかな - 長野県出身。ボーカル担当。帝京大学卒業。
- 真那 - 長野県出身。ボーカル担当。
- マユ - 千葉県出身。デフボーカル担当。
- Kuniy （クニィ） - 埼玉県出身。デフボーカル担当。
- オニール - 東京都出身。ギター担当。帝京大学卒業。
- 真一（しんいち） - 神奈川県出身。ベース担当。帝京大学卒業。
- けんちゃん - ドラム担当。
- すかっち - キーボード担当。
- かおりん - 手話通訳担当。

元メンバー
- トシ - 神奈川県出身。ドラム担当。帝京大学卒業。
- 聡 （さとし） - 千葉県出身。キーボード・ギター担当。帝京大学卒業。
- カナ - 千葉県出身。手話通訳担当。

## ディスコグラフィー

### シングル
1. 青空／手のひら（2003年3月23日）
青空／手のひら
2. 雨のち晴れ（2004年11月21日）
時計草／サヨナラの光／虹

### アルバム
1. 星のココロ（2007年5月27日）
ONE DAY／傷痕／風船ごっこ／雫／金木犀／星くず
2. PETALS（2010年6月12日）
【CD】光のパレード／ペタル／Daydream／So long／ひとひらの纏足／世界の平和と手話と僕／未来
【DVD】世界の平和と手話と僕／手のひら／ひとひらの纏足

### DVD
1. “10th Anniversary 全ての人に音楽を”　～we need music & you need music～（2013年3月9日）

## 注
1. ↑  加藤晃生「東京都における手話＝音楽複合体の諸実践に見るテクストの多様性」『音楽学』51巻3号、2006年、日本音楽学会、pp175-186
2. ↑  手話ボーカル好評 目や心で音楽を感じて[リンク切れ]
3. ↑  今井絵理子の公式ウェブサイトには「こころおと」のメンバーとの対談や手話指導の動画が複数公開されている。